# Грязнушка (Амурская область)
Грязну́шка — село в Благовещенском районе Амурской области, Россия.
Входит в Михайловский сельсовет.

## География
Село Грязнушка стоит на берегу реки Грязнушка (левый приток Амура).
Дорога к селу Грязнушка идёт на восток от административного центра Михайловского сельсовета села Михайловка, расстояние — 12 км.
Расстояние до Благовещенска (через сёла Михайловка, Марково, Игнатьево, аэропорт города Благовещенск, пос. Плодопитомник) — около 37 км.
На восток от села Грязнушка идёт дорога к селу Новопетровка, выезд на трассу Благовещенск — Свободный.

## Население
| 2002 | 2010 | 2012 | 2013 | 2014 | 2015 | 2016 |
| ---- | ---- | ---- | ---- | ---- | ---- | ---- |
| 342  | ↘319 | ↗320 | ↘309 | ↘299 | ↗310 | →310 |
| 2017 | 2018 |      |      |      |      |      |
| ↘308 | ↗319 |      |      |      |      |      |

## Инфраструктура
- Сельскохозяйственные предприятия Благовещенского района.